# 中井久包
中井 久包（なかい ひさかね）は、戦国時代の武将。尼子氏の家臣。尼子氏の筆頭家老であり、奉行衆。

## 略歴
出雲国の戦国大名・尼子氏に仕えた。尼子詮久（後の晴久）の守役を務めた。
天文9年（1540年）、主君・晴久が安芸国国人・毛利元就の居城である吉田郡山城へと侵攻するのに対し、久包も子・久家と共に従軍する。しかしこの戦いで大敗北し、久包自身も命からがら逃亡した。
永禄元年（1558年）、石見小笠原氏当主・小笠原長雄の守備する温湯城が毛利氏の攻撃を受けたため、晴久自ら兵を率いて出陣を決行すると、久包もこれに加わり出陣した。しかし、雨により増水した江の川を軍勢は渡れず、永禄2年（1559年）8月には長雄が降伏したため救援は失敗に終わる。
永禄6年（1563年）、毛利氏の出雲侵攻により、白鹿城・熊野城が陥落。永禄8年（1565年）、遂に月山富田城へと毛利氏が総攻撃を開始。これに対して久包は尼子義久の直属軍に属し、頑強に抵抗するが、永禄9年（1566年）に遂に月山富田城は開城し、降伏。
その後、伯耆国法勝寺にて病死した。

## 関連作品
- 『毛利元就』（1997年、NHK大河ドラマ、演：柏進） - 役名は「中井綱家」。